# Retícula

Retícula estadimètrica en una ullera d'un teodolit

Diferents models de réticula

Una retícula és un conjunt de dos o més fils creuats o paral·lels que es col·loquen superposats en el camp de visió d'una ullera o un altre aparell òptic per precisar la visual o per efectuar mesuraments estadimètrics o de telemetria.
És una part essencial d'un teodolit, d'un nivell topogràfic o d'un taquímetre, encara que també en porten altres aparells òptics com són: el visor telescòpic d'un rifle, certs tipus de lupa o de microscopi, etc. L'abat Picard, va ser el primer a utilitzar una ullera equipada amb una retícula.

## Cross hair
El Cross hair és una retícula que permet millorar la precisió d'un dispositiu òptic, inserint en el camp visual, una creu única (o doble) de fils que serveixen de referència per centrar l'alineació o mesurar. Normalment van situats dins d'una ullera o un altre tipus de dispositiu (P.ex.:una lupa, un microscopi, uns prismàtics....). Una llum arran dels fils permet veure'ls il·luminats en el camp de visió. Atès que aquests fils han de ser molt prims (per a millorar la precisió), i l'òptica on es munten tendeix a ampliar-los, durant molt de temps s'ha utilitzat fil d'aranya per fer-los, (avui dia ja són sintètics). La petita ullera que acompanya a un telescopi refractor en el seu moviment per a trobar les estrelles, coneguda com a buscador, inclou una retícula Cross hair per a millorar la precisió en el centrat de l'astre objectiu.